# الحكم (قصة قصيرة)
الحكم (بالألمانية: Das Urteil) قصة قصيرة ألمانية من تأليف الكاتب التشيكي فرانز كافكا (1883–1924)، وتعتبر واحدة من أفضل وأشهر قصصه القصيرة. كتبها كافكا في جلسة واحدة في ليلة 22-23 سبتمبر من العام 1912 عندما كان يبلغ من العمر 29، ونشرها في السنة التالية صديقه ماكس برود في حولية «أركاديا» في طبعتها الأولى.

## المضمون
قصة الحكم هي قصة قصيرة لها طابع رواية، تدور حول صراع بين أب وابنه.
جورج بيندمان (بالألمانية: Georg Bendemann) الشخصية الرئيسية في الرواية، مخطوب وعلى وشك الزواج، والده يعمل تاجراً. يتراسل جورج مع صديقه، البائس من وجهة نظره، والمقيم في بطرسبورغ. مراعاة له يتحفظ جورج في خطاباته على تفاصيل حياته الناجحة ولا يخبره بها. بعد الكثير من التروي ومحاولات الإقناع الدؤوبة من زوجته المستقبلية، يقرر جورج إخبار صديقه عن زفافه القادم. عندما ينتهي جورج من كتابة خطابه ويذهب به إلى والده ينشب بين الإثنين خلاف. في أثناء الشجار يكتشف جورج أن والده على تواصل مع صديقه منذ مدة، وأنه قد أعلمه بأخبار جورج التي كان يرغب بإخفائها عنه. يتهم الأب جورج بإحتكار إدارة الأعمال واختياره لفتاة غير عفيفة خطيبباً له. ينهي الوالد الجدال بعبارة «أنا احكم عليك الآن بالموت غرقاً». بعد ذلك يهرب جورج من المنزل متجهاً صوب النهر، يتأرجح فوف الدرابزين، يهمس قائلاً: «لكن أبي العزيز، لقد أحببتك دائماً»، بعد ذلك يترك نفسه يسقط إلى الأسفل.(1)

## الشكل
يختلف النقاد حول النوع الأدبي لرواية الحُكم، إذ يرى بعض بعضهم أنها عمل يطغى عليها الطابع السريالي وأقرب لأن يصنف روايةً، بينما يرى البعض الآخر هذا العمل الأدبي بصفته سرداً، كما عرف كافكا عن عمله في العنوان بصفته قصةً.
يمكن تقسيم العمل إلى أربع مشاهد، إلا أنه ليس التقسيم الوحيد:
- جورج مع رسالة قرب النافذة
- جورج يذهب عند والده
- الخلاف بين جورج ووالده
- الحكم والتنفيذ

استخدم كافكا في علمه أسلوب السرد من منظور شخصية الابن، أي لا تُسرد الأحداث من منظور الأب.
يعكس المنظور السردي أفكار الابن التي مثٌلت الأب بأقواله الانتقادية والتهديدية والساخرة، والتي يمكن اعتبارها غير مفهومة إلى حد كبير لكل من جورج والقارئ. يعتمد القارئ في القصة على طريقة جورج في الإدراك وتفسير أقوال الأب. نظرة الراوي مجهول الهوية لجورج رصينة وغير مبالية. تُظهر نظرته إلى سقوط جورج من أعلى الجسر في نهاية القصة ديناميكية يتم فيها طمس اللحظة النفسية الفردية. فهو يجمع بين انطباعات حياة المدينة الكبيرة، انعكاس تسارع الحركة وعذاب بطل الرواية.

## إطار القصة
كما ذكر كافكا في مقدمة مفكرته في 23 سبتمبر 1912 فقد اتّم كتابة القصة في في ليلة 22 إلى 23 سبتمبر في غضون ثمان ساعات فقط. يعتبر النقاد الأدبيون هذه الليلة على أنها ليلة ولادة كافكا الأديب المشهور عالميًا. يصف فرانز كافكا تشكُّل عمله كتاباً:«لقد خرجت هذه القصة مني مغطاةً بالقذارة والشحوم كأنها ولادة حقيقية»(2). استخدم كافكا كلمة «ولادة» مجازاً في كثير من رسائله ومواضع متعددةٍ في مفكراته واصفاً عملية كتابة إبداعاته الأدبية. قبل كتابته لقصة الحكم بعام، اشتكى كافكا من عدم تمكنه من كتابة قصة متماسكة قائلاً: «لو أني استطيع كتابة وحدةٍ أكبر، منسقة جيدًا من البداية إلى النهاية، فلن تتمكن القصة نهائيًا من الانفصال عني، وأنا قريباً لها بالدم يجب أن استمع إلى محاضرتها منصتاً وبعيون مفتوحة، لكن كل جُزيء منها يحوم بلا وجهة كما المشرد ويدفعني في الاتجاه المعاكس»(3).
تحتوي الطبعة الأولى على إهداء لفرويلاين فيليس. في مذكراته بتاريخ 11 فبراير 1913 أشار كافكا إلى أنه صوّر نفسه وعلاقته مع فيليس في قصة الحُكم. كما سألها في إحدى رسائله لها: «هل تجدين أي معنى في الحُكم... أنا لا أجد فيها أي معنى ولا يمكنني حتى شرح أي شيء فيها.»
حتى تصريحات كافكا نفسه حول تفسير القصة لم تكن ذات عونٍ كبير. تساءل كافكا نفسه عن وجود الصديق القاطن في روسيا قائلاً إن الصديق «ربما هو أقرب لأن يكون ما يشترك فيه الأب وجورج معاً»، أي تجسيداً للقواسم المشترمة بين الإثنين. ذكر أيضا تفكيره بفرويد أثناء كتابة القصة، دون أن يخوض في أي تفاصيل أخرى حول العلاقات النفسية أوالبحث عن تفسير للقصة هناك.

## الشخصيات
- جورج
- والد جورج
- صديق جورج القاطن في بطرسبيرغ

## الهوامش
1. في الطبعة الأولى من عام 1913 كانت النهاية: «ترك نفسه يسقط».
2. كُتبت هذه الجملة في مقدمة مذكرات كافكا بتاريخ 11 فبراير 1913.
3. كُتبت هذه الجملة في مقدمة مذكرات كافكا بتاريخ 5 نوفمبر 1911.

## وصلات خارجية
- الحكم على موقع الموسوعة البريطانية (الإنجليزية)

| - الحكم، على ويكي مصدر الألمانية. - الحكم، على مشروع جوتنبرج. - الحكم، على كتب جوجل. - الحكم، على AbeBooks. | - الحكم، على جود ريدز. - الحكم، على مكتبة جامعة هارفارد. - الحكم، على الفهرس العالمي. - الحكم، على موقع أمازون. |  |